# Torroja del Priorat
Torroja del Priorat är en kommun i Spanien.   Den ligger i provinsen Província de Tarragona och regionen Katalonien, i den östra delen av landet, 400 km öster om huvudstaden Madrid. Antalet invånare är 172. Arean är 13,2 kvadratkilometer. Torroja del Priorat gränsar till La Morera de Montsant, Poboleda, Porrera, Gratallops och La Vilella Alta. 
Terrängen i Torroja del Priorat är huvudsakligen kuperad, men åt sydväst är den platt.